# Grand Prix moto du Japon 2003
Le  Grand Prix moto du Japon 2003 est la première manche du championnat du monde de vitesse moto 2003. La compétition s'est déroulée du 4 au 6 avril 2003 sur le circuit de Suzuka.
C'est la 23e édition du Grand Prix moto du Japon.

## Classement des MotoGP
| Pos. | Pilote            | Constructeur  | Temps/Écart     | Grille | Points |
| ---- | ----------------- | ------------- | --------------- | ------ | ------ |
| 1    | Valentino Rossi   | Honda         | 44 min 13 s 182 | 1      | 25     |
| 2    | Max Biaggi        | Honda         | +6 s 445        | 2      | 20     |
| 3    | Loris Capirossi   | Ducati        | +8 s 209        | 15     | 16     |
| 4    | Sete Gibernau     | Honda         | +13 s 209       | 6      | 13     |
| 5    | Troy Bayliss      | Ducati        | +23 s 099       | 13     | 11     |
| 6    | Colin Edwards     | Aprilia       | +29 s 040       | 9      | 10     |
| 7    | Nicky Hayden      | Honda         | +29 s 126       | 23     | 9      |
| 8    | Alex Barros       | Yamaha        | +30 s 526       | 8      | 8      |
| 9    | Shinya Nakano     | Yamaha        | +33 s 447       | 10     | 7      |
| 10   | Carlos Checa      | Yamaha        | +40 s 200       | 4      | 6      |
| 11   | Norifumi Abe      | Yamaha        | +44 s 790       | 14     | 5      |
| 12   | Noriyuki Haga     | Aprilia       | +1 min 03 s 358 | 17     | 4      |
| 13   | John Hopkins      | Suzuki        | +1 min 03 s 950 | 12     | 3      |
| 14   | Kenny Roberts Jr  | Suzuki        | +1 min 04 s 085 | 7      | 2      |
| 15   | Olivier Jacque    | Yamaha        | +1 min 09 s 990 | 21     | 1      |
| 16   | Garry McCoy       | Kawasaki      | +1 min 16 s 572 | 20     |        |
| 17   | Andrew Pitt       | Kawasaki      | +1 min 17 s 380 | 24     |        |
| 18   | Akira Yanagawa    | Kawasaki      | +1 min 23 s 605 | 18     |        |
| 19   | Tamaki Serizawa   | MD211VF Proto | +1 min 35 s 459 | 16     |        |
| 20   | Tohru Ukawa       | Honda         | +1 min 57 s 128 | 3      |        |
| Abd. | Makoto Tamada     | Honda         | Abandon         | 5      |        |
| Abd. | Nobuatsu Aoki     | Proton        | Abandon         | 19     |        |
| Abd. | Jeremy McWilliams | Proton        | Abandon         | 25     |        |
| Abd. | Daijiro Kato      | Honda         | Abandon         | 11     |        |

*Daijiro Kato fait une chute au bout de 4 minutes de course qui entraine son décès deux semaines plus tard.

## Classement des 250 cm3
| Pos  | Pilote             | Constructeur | Temps/Écart     | Grille | Points |
| ---- | ------------------ | ------------ | --------------- | ------ | ------ |
| 1    | Manuel Poggiali    | Aprilia      | 41 min 36 s 284 | 23     | 25     |
| 2    | Hiroshi Aoyama     | Honda        | +1 s 373        | 1      | 20     |
| 3    | Yuki Takahashi     | Honda        | +1 s 496        | 7      | 16     |
| 4    | Sebastian Porto    | Honda        | +1 s 700        | 6      | 13     |
| 5    | Franco Battaini    | Aprilia      | +11 s 771       | 16     | 11     |
| 6    | Fonsi Nieto        | Aprilia      | +13 s 220       | 9      | 10     |
| 7    | Roberto Rolfo      | Honda        | +13 s 497       | 4      | 9      |
| 8    | Naoki Matsudo      | Yamaha       | +14 s 027       | 5      | 8      |
| 9    | Tekkyu Kayoh       | Yamaha       | +24 s 546       | 12     | 7      |
| 10   | Sylvain Guintoli   | Aprilia      | +42 s 722       | 8      | 6      |
| 11   | Alex Debón         | Honda        | +43 s 246       | 3      | 5      |
| 12   | Erwan Nigon        | Aprilia      | +47 s 871       | 21     | 4      |
| 13   | Joan Olive         | Aprilia      | +1 min 09 s 405 | 25     | 3      |
| 14   | Johan Stigefelt    | Aprilia      | +1 min 09 s 779 | 13     | 2      |
| 15   | Jakub Smrž         | Honda        | +1 min 21 s 048 | 10     | 1      |
| 16   | Éric Bataille      | Honda        | +1 min 21 s 788 | 27     |        |
| 17   | Jaroslav Huleš     | Yamaha       | +1 min 35 s 538 | 15     |        |
| 18   | Chaz Davies        | Aprilia      | +1 min 38 s 489 | 28     |        |
| 19   | Henk vd Lagemaat   | Honda        | +1 min 41 s 507 | 30     |        |
| 20   | Katja Poensgen     | Honda        | +1 tour         | 26     |        |
| Abd. | Héctor Faubel      | Aprilia      | Abandon         | 18     |        |
| Abd. | Alex Baldolini     | Aprilia      | Abandon         | 11     |        |
| Abd. | Christian Gemmel   | Honda        | Abandon         | 24     |        |
| Abd. | Anthony West       | Aprilia      | Abandon         | 17     |        |
| Abd. | Toni Elías         | Aprilia      | Abandon         | 29     |        |
| Abd. | Katsuyuki Nakasuga | Yamaha       | Abandon         | 2      |        |
| Abd. | Randy de Puniet    | Aprilia      | Abandon         | 20     |        |
| Abd. | Tomoyoshi Koyama   | Yamaha       | Abandon         | 22     |        |
| Abd. | Dirk Heidolf       | Aprilia      | Abandon         | 19     |        |
| Abd. | Hugo Marchand      | Aprilia      | Abandon         | 14     |        |

## Classement des 125 cm3
| Pos  | Pilote             | Constructeur | Temps/Écart     | Grille | Points |
| ---- | ------------------ | ------------ | --------------- | ------ | ------ |
| 1    | Stefano Perugini   | Aprilia      | 40 min 53 s 083 | 5      | 25     |
| 2    | Mirko Giansanti    | Aprilia      | +0 s 037        | 4      | 20     |
| 3    | Steve Jenkner      | Aprilia      | +1 s 033        | 13     | 16     |
| 4    | Lucio Cecchinello  | Aprilia      | +6 s 701        | 3      | 13     |
| 5    | Andrea Dovizioso   | Honda        | +8 s 594        | 8      | 11     |
| 6    | Youichi Ui         | Aprilia      | +8 s 940        | 18     | 10     |
| 7    | Pablo Nieto        | Aprilia      | +9 s 083        | 11     | 9      |
| 8    | Daniel Pedrosa     | Honda        | +22 s 993       | 2      | 8      |
| 9    | Thomas Lüthi       | Honda        | +33 s 708       | 17     | 7      |
| 10   | Gino Borsoi        | Aprilia      | +34 s 234       | 20     | 6      |
| 11   | Mika Kallio        | Honda        | +34 s 234       | 34     | 5      |
| 12   | Simone Corsi       | Honda        | +35 s 245       | 28     | 4      |
| 13   | Max Sabbatani      | Aprilia      | +35 s 818       | 6      | 3      |
| 14   | Gabor Talmacsi     | Aprilia      | +35 s 945       | 23     | 2      |
| 15   | Gioele Pellino     | Aprilia      | +35 s 945       | 22     | 1      |
| 16   | Fabrizio Lai       | Malaguti     | +42 s 964       | 21     |        |
| 17   | Masao Azuma        | Honda        | +43 s 063       | 30     |        |
| 18   | Álvaro Bautista    | Aprilia      | +51 s 526       | 19     |        |
| 19   | Julián Simón       | Malaguti     | +57 s 880       | 24     |        |
| 20   | Toshihisa Kuzuhara | Honda        | +58 s 129       | 25     |        |
| 21   | Marco Simoncelli   | Aprilia      | +58 s 412       | 15     |        |
| 22   | Mike Di Meglio     | Aprilia      | +1 min 16 s 078 | 33     |        |
| 23   | Roberto Locatelli  | KTM          | +1 min 17 s 164 | 27     |        |
| 24   | Imre Tóth          | Honda        | +1 min 21 s 140 | 31     |        |
| 25   | Chris Martin       | Aprilia      | +1 min 21 s 384 | 32     |        |
| 26   | Leon Camier        | Honda        | +1 min 56 s 001 | 36     |        |
| 27   | Akio Tanaka        | Honda        | +1 tour         | 37     |        |
| Abd. | Shuhei Aoyama      | Honda        | Abandon         | 12     |        |
| Abd. | Peter Lenart       | Honda        | Abandon         | 35     |        |
| Abd. | Casey Stoner       | Aprilia      | Abandon         | 7      |        |
| Abd. | Stefano Bianco     | Gilera       | Abandon         | 10     |        |
| Abd. | Jorge Lorenzo      | Derbi        | Abandon         | 29     |        |
| Abd. | Alex De Angelis    | Aprilia      | Abandon         | 1      |        |
| Abd. | Arnaud Vincent     | KTM          | Abandon         | 16     |        |
| Abd. | Emilio Alzamora    | Derbi        | Abandon         | 14     |        |
| Abd. | Héctor Barberá     | Aprilia      | Abandon         | 9      |        |
| Abd. | Sadahito Suma      | Honda        | Abandon         | 26     |        |